# Platydracus chalcocephalus
Platydracus chalcocephalus is een keversoort uit de familie kortschildkevers (Staphylinidae). Het is een weinig algemene soort in het laagland van Centraal-Europa en een exoot in Midden- en Zuid-Amerika.

## Uiterlijke kenmerken
Platydracus chalcocephalus is 13 tot 19 millimeter lang. De trapeziumvormige kop en halsschild (pronotum) zijn donkerbruin en bedekt met duidelijke bobbels en glanzende, bronskleurige haartjes. Het derde segment van de dunne antennes zijn aanzienlijk langer dan het tweede en is twee keer zo lang als breed. De dijen en achterlijf zijn zwart. De eerste vier zichtbare tergieten hebben een gele vlek in het midden en in de meeste gevallen een kleinere vlek aan weerszijden. Het vijfde en zesde tergiet hebben een dwarsband.